# Christopher Ulmer

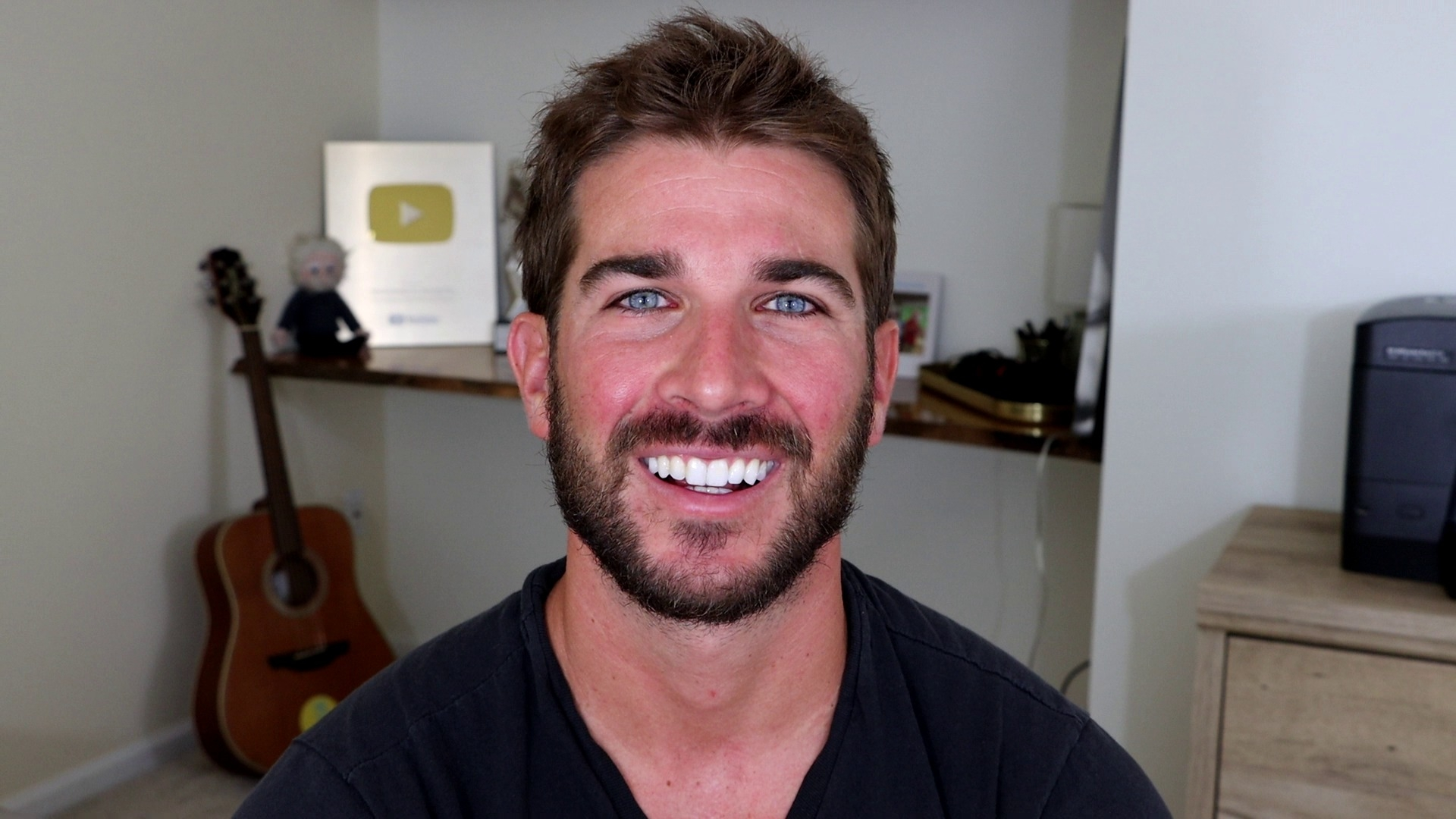

Christopher Ulmer (ur. 4 marca 1989 w Filadelfii) – amerykański działacz społeczny, rzecznik praw osób niepełnosprawnych, założyciel organizacji non-profit Special Books by Special Kids. Ulmer studiował komunikację społeczną na Penn State University i otrzymał licencjat. Pracował jako trener piłki nożnej w małym mieście w Kentucky. Otrzymawszy stypendium w pełni pokrywające czesne, podjął studia pedagogiczne na University of the Cumberlands ze specjalnością w edukacji specjalnej, które ukończył z tytułem magisterskim. Po ukończeniu studiów rozpoczął pracę w charakterze nauczyciela w szkole specjalnej. W 2016 roku założył organizację non-profit Special Books by Special Kids, zajmującą się popularyzacją kwestii związanych z inwalidztwem, edukowaniem społeczeństwa na temat niepełnosprawności oraz ułatwianiem nawiązywania relacji społecznych osobom niepełnosprawnym. Kanał SBSK na YouTubie ma ponad 2,5 miliona subskrypcji (stan na 8 sierpnia 2020). Ulmer przeprowadził ponad 1000 wywiadów z osobami niepełnosprawnymi, codziennie otrzymuje od osób niepełnosprawnych od 10 do 100 próśb o przeprowadzenie kolejnych z nimi i stara się o jak najbardziej różnorodny dobór gości.

## Wyróżnienia
- 2018 – Rare Impact Award[6]